# São Mamede (Lisboa)
São Mamede é uma parte da cidade e antiga freguesia portuguesa do município de Lisboa, com 0,62 km² de área e 5 420 habitantes (2011). Densidade: 8 741,9 hab/km².
Como consequência de uma reorganização administrativa, oficializada a 8 de novembro de 2012 e que entrou em vigor após as eleições autárquicas de 2013, foi determinada a extinção da freguesia, passando o seu território integralmente para a nova freguesia de Santo António.

## População
★ No censo de 1864 pertencia ao Bairro Alto. Os seus últimos limites foram fixados pelo decreto-lei nº 42.142, de 07/02/1959.

 Grupos etários em 2001 e 2011			

| Nº de habitantes | Nº de habitantes | Nº de habitantes | Nº de habitantes | Nº de habitantes | Nº de habitantes | Nº de habitantes | Nº de habitantes | Nº de habitantes | Nº de habitantes | Nº de habitantes | Nº de habitantes | Nº de habitantes | Nº de habitantes | Nº de habitantes | Nº de habitantes |
| ---------------- | ---------------- | ---------------- | ---------------- | ---------------- | ---------------- | ---------------- | ---------------- | ---------------- | ---------------- | ---------------- | ---------------- | ---------------- | ---------------- | ---------------- | ---------------- |
| 1864             | 1878             | 1890             | 1900             | 1911             | 1920             | 1930             | 1940             | 1950             | 1960             | 1970             | 1981             | 1991             | 2001             | 2011             |                  |
| 4729             | 6816             | 8023             | 8073             | 8594             | 8207             | 9204             | 14875            | 17100            | 13888            | 10285            | 10268            | 7072             | 6004             | 5420             |                  |
|                  | +44%             | +18%             | +1%              | +6%              | -5%              | +12%             | +62%             | +15%             | -19%             | -26%             | -0%              | -31%             | -15%             | -10%             |                  |

|     | 0-14 anos  | 15-24 anos | 25-64 anos   | 65 e + anos  |
| Hab | 645 \| 751 | 673 \| 501 | 3009 \| 2833 | 1677 \| 1335 |
| Var | +16%       | -26%       | -6%          | -20%         |

## História
Existiu uma antiga freguesia de S. Mamede, pelo menos desde 1190, situada na encosta do Castelo de São Jorge, cuja igreja paroquial ficava na actual rua de S. Mamede (ao Caldas), tendo sido transferida, em 1769, para o Vale do Pereiro, onde foi delimitado um novo território e construída uma nova sede paroquial, junto à Rua Nova de S. Mamede.
A freguesia detém património de grande valor histórico e artístico, quer edifícios pré-pombalinos quer imóveis recentes de uma arquitectura de empresas que nos últimos anos avança para esta zona central de Lisboa.
São Mamede integra o percurso romântico da cidade — a «Sétima Colina» que, por ocasião da Capital Europeia da Cultura (Lisboa 94) inventou[carece de fontes?] — conserva o singular conjunto fabril e de habitação das Amoreiras, e tem ainda para mostrar a Rua do Salitre, o ambiente de início de século do bairro Barata Salgueiro ou os exemplos de Art Deco e modernismo radical nas Ruas Rodrigo da Fonseca e Nova de S. Mamede, entre outros aspectos igualmente significativos.

## Património
Esta lista é uma sublista da Lista de património edificado no distrito de Lisboa para a freguesia de Santa Isabel, baseada nas listagens do IGESPAR de Março de 2005 e atualizações.
| ID     | Designações                                                                              | Categoria              | Tipologia | Freguesia  | Grau | Ano  | Coordenadas              | Imagem |
| ------ | ---------------------------------------------------------------------------------------- | ---------------------- | --------- | ---------- | ---- | ---- | ------------------------ | ------ |
| 70142  | Jardim Botânico da Faculdade de Ciências ou Jardim Botânico de Lisboa                    | Arquitectura civil     | Jardim    | São Mamede |      | 1999 | 38.718602° N 9.14864° O  |        |
| 70772  | Palácio Palmela                                                                          | Arquitectura civil     | Palácio   | São Mamede |      |      | 38.719326° N 9.15345° O  |        |
| 70773  | Conjunto: do edifício Castil, edifício Franjinhas e fachada do edifício na Rua Braamcamp | Arquitectura civil     | Edifício  | São Mamede |      | 1996 | 38.722918° N 9.151187° O |        |
| 71065  | Edifício de Miguel Ventura Terra, na Rua Alexandre Herculano, nº57                       | Arquitectura civil     | Edifício  | São Mamede |      | 1999 | 38.720496° N 9.153191° O |        |
| 71862  | Casa de Frederico Daupiás, anexos e parte dos antigos jardins de ensaio                  | Arquitectura civil     | Casa      | São Mamede |      | 2004 |                          |        |
| 72894  | Picadeiro do Antigo Colégio dos Nobres                                                   | Arquitectura civil     | Picadeiro | São Mamede |      | 1978 | 38.718394° N 9.151418° O |        |
| 72895  | Palácio Bramão, Palácio Ceia ou Palácio Rebelo de Andrade                                | Arquitectura civil     | Palácio   | São Mamede |      | 1971 | 38.718129° N 9.152362° O |        |
| 72896  | Edifício da Antiga Fábrica dos Tecidos de Seda                                           | n/a                    | n/a       | São Mamede |      |      | 38.722446° N 9.156132° O |        |
| 72897  | Antiga Fábrica dos Tecidos de Seda ou Fábrica das Sedas                                  | Arquitectura civil     | Garagem   | São Mamede |      | 1984 | 38.719761° N 9.154301° O |        |
| 72898  | Edifício na Travessa da Real Fábrica das Sedas                                           | Arquitectura civil     | Edifício  | São Mamede |      | 1993 | 38.722874° N 9.155926° O |        |
| 73568  | Casa de Almada Negreiros                                                                 | Arquitectura civil     | Casa      | São Mamede |      | 1984 | 38.721035° N 9.154146° O |        |
| 73569  | Real Fábrica das Sedas                                                                   | Arquitectura civil     | Fábrica   | São Mamede |      | 2002 | 38.719761° N 9.154301° O |        |
| 73570  | Sinagoga Portuguesa Shaaré Tikvah                                                        | Arquitectura religiosa | Sinagoga  | São Mamede |      | 2002 | 38.720349° N 9.15321° O  |        |
| 155704 | Núcleo principal da Antiga Escola Politécnica ou Antigo Colégio dos Nobres               | Arquitectura civil     | Colégio   | São Mamede |      | 1999 | 38.717872° N 9.15074° O  |        |
| 340628 | Edifício da Imprensa Nacional - Casa da Moeda ou Palácio Soares e Noronha                | Arquitectura civil     | Edifício  | São Mamede |      |      | 38.71773° N 9.151988° O  |        |

 Legenda: PM - Património Mundial · MN - Monumento Nacional · IIP - Imóvel de Interesse Público · MIP - Monumento de Interesse Público · CIP - Conjunto de Interesse Público · SIP - Sítio de Interesse Público · IIM - Imóvel de Interesse Municipal · MIM - Monumento de Interesse Municipal · CIM - Conjunto de Interesse Municipal · SIM - Sítio de Interesse Municipal · VC - Em vias de classificação · SPL - Sem proteção legal

## Património arquitectónico
Esta é uma lista do Inventário do Património Arquitectónico baseado nas listagens do SIPA (Setembro de 2011)
| ID       | Designações                                                                                                   | Categoria | Tipologia | Freguesia  | Grau | Ano | Coordenadas              | Imagem |
| -------- | --- | --------- | --------- | ---------- | ---- | --- | ------------------------ | ------ |
| 97003109 | Garagem Auto-Palace                                                                                           | Monumento | n/a       | São Mamede | n/c  |     | 38.720968° N 9.153593° O |        |
| 97004032 | Pátio da Bagatela / Pátio do Monteiro                                                                         | Monumento | n/a       | São Mamede | n/c  |     | 38.72357° N 9.155771° O  |        |
| 97004812 | Observatório Astronómico da Faculdade de Ciências                                                             | Monumento | n/a       | São Mamede | n/c  |     | 38.718851° N 9.149913° O |        |
| 97005058 | Casa e Jardins de Frederico Daupias                                                                           | Monumento | n/a       | São Mamede | n/c  |     | 38.716889° N 9.154402° O |        |
| 97005065 | Palacete Mayer / Consulado de Espanha                                                                         | Monumento | n/a       | São Mamede | n/c  |     | 38.719311° N 9.145659° O |        |
| 97006480 | Chafariz do Largo do Rato                                                                                     | Monumento | n/a       | São Mamede | n/c  |     | 38.719943° N 9.154089° O |        |
| 97007774 | Edifício na Rua da Imprensa Nacional, n.º 37-41                                                               | Monumento | n/a       | São Mamede | n/c  |     | 38.716212° N 9.153607° O |        |
| 97007783 | Edifício na Rua de São Marçal, n.º 176                                                                        | Monumento | n/a       | São Mamede | n/c  |     | 38.71653° N 9.15026° O   |        |
| 97007796 | Edifício de habitação na Rua Nova de São Mamede, n.º 3-9                                                      | Monumento | n/a       | São Mamede | n/c  |     | 38.719132° N 9.151913° O |        |
| 97009865 | Edifício na Rua da Escola Politécnica, n.º 209-217                                                            | Monumento | n/a       | São Mamede | n/c  |     | 38.718945° N 9.153522° O |        |
| 97009866 | Palácio Alagoas / Palácio Cruz- Alagoa                                                                        | Monumento | n/a       | São Mamede | n/c  |     | 38.718707° N 9.153299° O |        |
| 97012691 | Capela de Nossa Senhora de Monserrate                                                                         | Monumento | n/a       | São Mamede | n/c  |     | 38.721781° N 9.156523° O |        |
| 97014398 | Palacete Anjos                                                                                                | Monumento | n/a       | São Mamede | n/c  |     | 38.717221° N 9.149116° O |        |
| 97014405 | Hotel Altis                                                                                                   | Monumento | n/a       | São Mamede | n/c  |     | 38.722906° N 9.15199° O  |        |
| 97015322 | Palacete Ribeiro da Cunha / Palacete Mourisco                                                                 | Monumento | n/a       | São Mamede | n/c  |     | 38.716914° N 9.148365° O |        |
| 97015432 | Igreja de São Mamede                                                                                          | Monumento | n/a       | São Mamede | n/c  |     | 38.716695° N 9.151421° O |        |
| 97015444 | Palacete Fontalva                                                                                             | Monumento | n/a       | São Mamede | n/c  |     | 38.718742° N 9.152773° O |        |
| 97015505 | Palacete do Instituto Cultural Italiano                                                                       | Monumento | n/a       | São Mamede | n/c  |     |                          |        |
| 97016211 | Edifício na Rua da Escola Politécnica n.º 80                                                                  | Monumento | n/a       | São Mamede | n/c  |     | 38.718184° N 9.151871° O |        |
| 97017535 | Edifício dos Correios, Telégrafos e Telefones, CTT, da Rua Alexandre Herculano ao Rato                        | Monumento | n/a       | São Mamede | n/c  |     | 38.720471° N 9.154139° O |        |
| 97017558 | Palacete Falcarreira                                                                                          | Monumento | n/a       | São Mamede | n/c  |     | 38.720007° N 9.152073° O |        |
| 97020083 | Palácio Guiões                                                                                                | Monumento | n/a       | São Mamede | n/c  |     | 38.72237° N 9.154194° O  |        |
| 97020496 | Palacete do Menino de Ouro                                                                                    | Monumento | n/a       | São Mamede | n/c  |     | 38.71623° N 9.150692° O  |        |
| 97020506 | Palacete Contreiras                                                                                           | Monumento | n/a       | São Mamede | n/c  |     | 38.716227° N 9.15027° O  |        |
| 97020507 | Palacete Castilho / Palacete dos Condes do Restelo / Palacete dos Viscondes de Sanches Baena                  | Monumento | n/a       | São Mamede | n/c  |     | 38.717441° N 9.149879° O |        |
| 97021699 | Edifício na Rua do Arco a São Mamede, n.º 22                                                                  | Monumento | n/a       | São Mamede | n/c  |     | 38.717296° N 9.153909° O |        |
| 97022690 | Palácio Praia e Monforte / Palácio dos Marqueses da Praia e Monforte / Sede do Partido Socialista             | Monumento | n/a       | São Mamede | n/c  |     | 38.720394° N 9.154963° O |        |
| 97022960 | Edifício na Rua Castilho, n.º 75                                                                              | Monumento | n/a       | São Mamede | n/c  |     | 38.724814° N 9.153719° O |        |
| 97023469 | Edifícios na Rua Braamcamp, n.º 84 a 88                                                                       | Monumento | n/a       | São Mamede | n/c  |     | 38.721642° N 9.152694° O |        |
| 97023472 | Edifício na Rua Braamcamp, n.º 82                                                                             | Monumento | n/a       | São Mamede | n/c  |     | 38.721798° N 9.152507° O |        |
| 97023907 | Jardim das Amoreiras / Jardim Marcelino Mesquita / Jardim da Praça das Amoreiras                              | Monumento | n/a       | São Mamede | n/c  |     | 38.722081° N 9.1563° O   |        |
| 97024075 | Teatro Maria Vitória                                                                                          | Monumento | n/a       | São Mamede | n/c  |     | 38.719324° N 9.146378° O |        |
| 97024076 | Teatro Variedades                                                                                             | Monumento | n/a       | São Mamede | n/c  |     | 38.718928° N 9.14604° O  |        |
| 97024397 | Edifício na Rua do Vale de Pereiro, n.º 2 - 2C                                                                | Monumento | n/a       | São Mamede | n/c  |     | 38.720062° N 9.151745° O |        |
| 97025433 | Edifício Castil                                                                                               | Monumento | n/a       | São Mamede | n/c  |     | 38.722894° N 9.151996° O |        |
| 97025486 | Mãe de água das Amoreiras                                                                                     | Monumento | n/a       | São Mamede | n/c  |     | 38.72127° N 9.155754° O  |        |
| 97025973 | Chafariz da Rua do Arco de São Mamede                                                                         | Monumento | n/a       | São Mamede | n/c  |     | 38.717104° N 9.15438° O  |        |
| 97026729 | Edifício na Rua Alexandre Herculano, n.º 70-78                                                                | Monumento | n/a       | São Mamede | n/c  |     | 38.720681° N 9.153771° O |        |
| 97026731 | Edifício na Rua do Salitre, n.º 179                                                                           | Monumento | n/a       | São Mamede | n/c  |     | 38.719736° N 9.152005° O |        |
| 97026732 | Edifício na Rua Nova de São Mamede, n.º 74                                                                    | Monumento | n/a       | São Mamede | n/c  |     | 38.719528° N 9.150895° O |        |
| 97027236 | Edifício na Rua das Amoreiras, n.º 20                                                                         | Monumento | n/a       | São Mamede | n/c  |     | 38.722486° N 9.157447° O |        |
| 97027771 | Casa-Museu Mestre João da Silva                                                                               | Monumento | n/a       | São Mamede | n/c  |     | 38.718409° N 9.154378° O |        |
| 97029177 | Galeria Diferença                                                                                             | Monumento | n/a       | São Mamede | n/c  |     | 38.721029° N 9.154128° O |        |
| 97030870 | Edifício na Rua Joaquim António de Aguiar, n.º 45                                                             | Monumento | n/a       | São Mamede | n/c  |     | 38.724808° N 9.154609° O |        |
| 97030965 | Casa na Calçada Bento da Rocha Cabral, n.º 14 / Instituto de Investigação Científica de Bento da Rocha Cabral | Monumento | n/a       | São Mamede | n/c  |     | 38.720766° N 9.154709° O |        |

 Legenda: PM - Património Mundial · MN - Monumento Nacional · IIP - Imóvel de Interesse Público · MIP - Monumento de Interesse Público · CIP - Conjunto de Interesse Público · SIP - Sítio de Interesse Público · IIM - Imóvel de Interesse Municipal · MIM - Monumento de Interesse Municipal · CIM - Conjunto de Interesse Municipal · SIM - Sítio de Interesse Municipal · VC - Em vias de classificação · SPL - Sem proteção legal

## Arruamentos
A freguesia de São Mamede continha 49 arruamentos. Eram eles:
| - Alto de São Francisco - Avenida Engenheiro Duarte Pacheco - Beco do Colégio dos Nobres - Calçada Bento da Rocha Cabral - Calçada Engenheiro Miguel Pais - Largo Agostinho da Silva - Largo de São Mamede - Largo do Rato - Largo Hintze Ribeiro - Praça das Amoreiras - Praça do Príncipe Real - Rua Alexandre Herculano - Rua Barata Salgueiro - Rua Braamcamp - Rua Castilho - Rua Cecílio de Sousa - Rua da Escola Politécnica | - Rua da Imprensa Nacional - Rua das Amoreiras - Rua de Artilharia Um - Rua de Gustavo de Matos Sequeira - Rua de João Penha - Rua de São Bento - Rua de São Filipe Néri - Rua de São Francisco de Sales - Rua de São Marçal - Rua do Arco a São Mamede - Rua do Monte Olivete - Rua do Noronha - Rua do Salitre - Rua do Vale de Pereiro - Rua Joaquim António de Aguiar - Rua Luís Fernandes | - Rua Maestro Pedro de Freitas Branco - Rua Marcos Portugal - Rua Nova de São Mamede - Rua Professor Branco Rodrigues - Rua Rodrigo da Fonseca - Rua Rosa Araújo - Rua Tenente Raúl Cascais - Rua Venceslau de Morais - Travessa da Fábrica das Sedas - Travessa da Fábrica dos Pentes - Travessa da Légua da Póvoa - Travessa da Procissão - Travessa das Águas Livres - Travessa das Amoreiras - Travessa do Monte do Carmo - Travessa do Noronha |